# Mark Williams (Schauspieler)

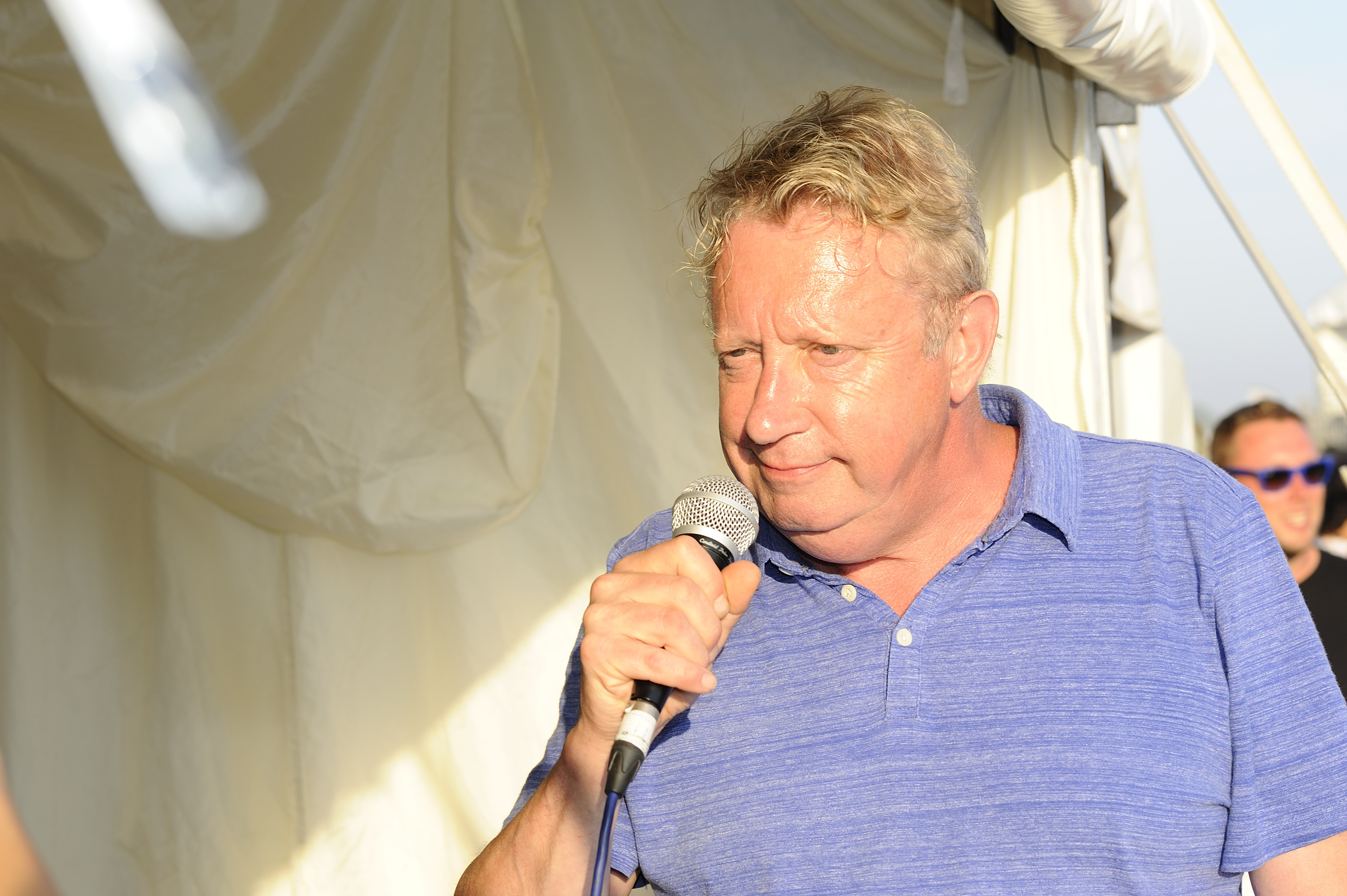
Mark Williams (2017)

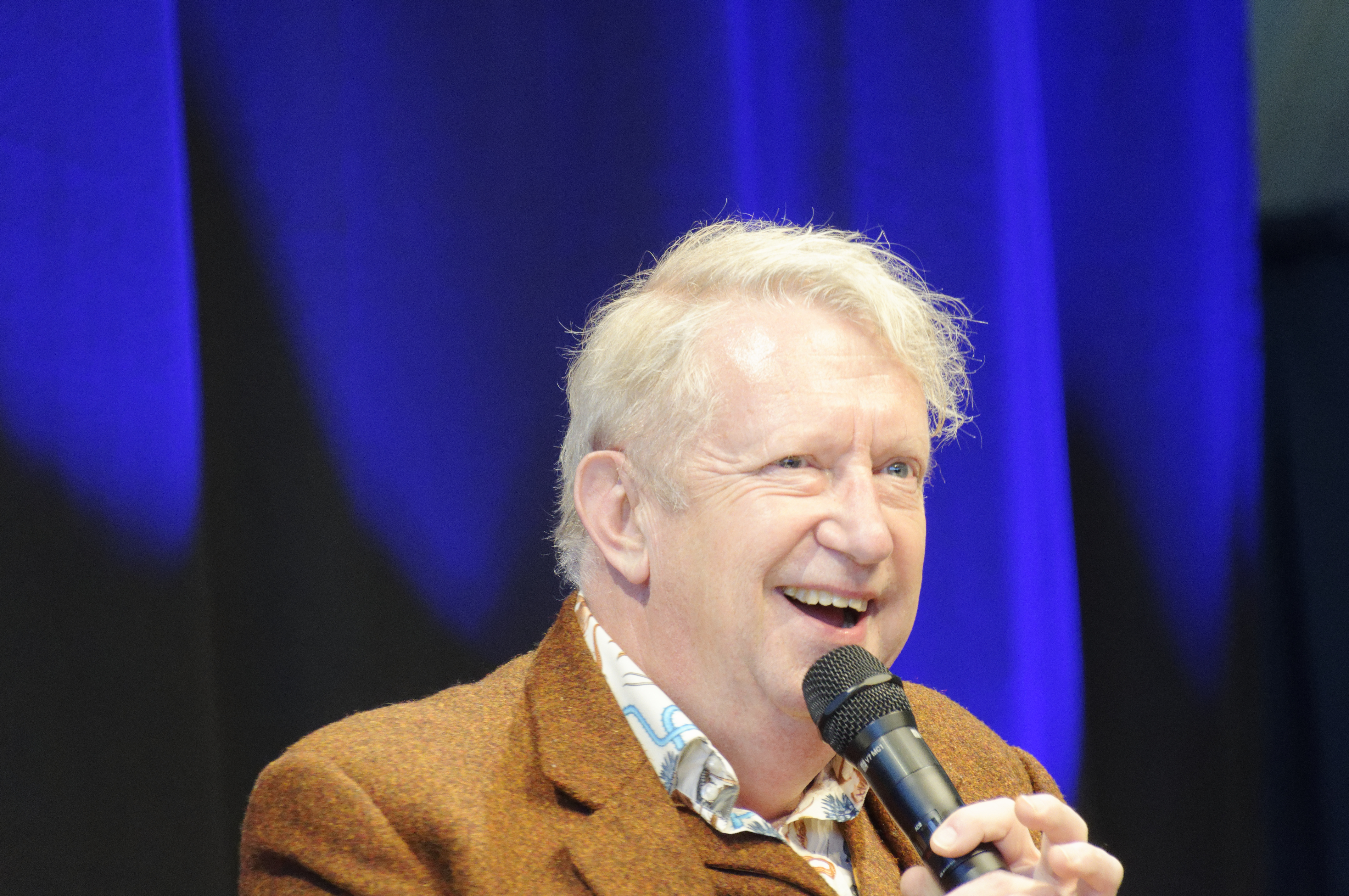
Mark Williams auf der ComicCon 2021 in Stuttgart

Mark Williams (* 22. August 1959 in Bromsgrove, Worcestershire) ist ein britischer Schauspieler und Drehbuchautor.

## Leben
Mark Williams besuchte das Brasenose College an der University of Oxford, wo er auch verschiedene Schauspielerfahrungen sammelte. Als Theaterschauspieler stand Williams in den 1980er-Jahren zunächst in kleineren Produktionen auf der Bühne, ehe er den Sprung zu prestigeträchtigen Theaterinstitutionen wie dem National Theatre und der Royal Shakespeare Company schaffte. Noch als Student hatte Williams seinen ersten Film Priviliged gedreht, an dem auch Hugh Grant mitwirkte, der große Durchbruch blieb jedoch zunächst aus.
Dem britischen Publikum wurde Williams vor allem als einer der Hauptdarsteller der populären Sketch-Comedyshows Alexei Sayle's Stuff (1988–1991) und The Fast Show (1994–1997) bekannt. Williams beschrieb diese Bekanntheit als zweischneidiges Schwert, da er vom Publikum wegen der Sketchshows lange für einen Komiker gehalten worden sei, während er sich nur als Schauspieler sehe. In den 1990er-Jahren übernahm er komödiantisch akzentuierte Nebenrollen in mehreren bekannten Filmen, so als tumber Helfershelfer Horace in der Realverfilmung des Disney-Klassikers 101 Dalmatiner und als stotternder Schauspieler in dem mit mehreren Oscars ausgezeichneten Historienfilm Shakespeare in Love. Neben eher komischen Rollen spielt Williams auch besonders häufig durchschnittlich wirkende „Normalbürger“.
Seinen internationalen Bekanntheitsgrad steigerte Williams ab dem Jahr 2002 erheblich durch die Rolle des herzlichen Familienvaters Arthur Weasley in den Harry-Potter-Filmen zwei bis acht. Parallel zu seinen Kinorollen arbeitet Williams weiterhin regelmäßig im britischen Fernsehen. So präsentierte er 2004 als Moderator die Eisenbahn-Dokumentarserie Mark Williams on the Rails, eine Fortsetzung der früheren Serie Industrial Revelations. Im Jahr 2012 war er als Opfer Dale Ridley in einer Folge der Gaunerserie Hustle – Unehrlich währt am längsten der BBC zu sehen (Folge Der Fernsehstar). Seit Januar 2013 ist er in der Titelrolle des von G. K. Chesterton erschaffenen Pater Brown in der Krimiserie Father Brown zu sehen, die auch im deutschsprachigen Raum regelmäßig ausgestrahlt wird.
Mit seiner Ehefrau Dianne Williams hat der Schauspieler eine Tochter.

## Filmografie (Auswahl)
- 1982: Privileged
- 1987: Künstler, Killer & Kanonen (High Season)
- 1988: Der Dank des Vaterlandes (Tumbledown, Fernsehfilm)
- 1988: Red Dwarf (Fernsehserie, drei Folgen)
- 1988–1989: Alexei Sayle’s Stuff (Fernsehserie, sieben Folgen)
- 1992: Kinsey (Fernsehserie, sechs Folgen)
- 1993: Bad Company (Fernsehfilm)
- 1993–1995: The Smell of Reeves and Mortimer (Fernsehserie, sieben Folgen)
- 1994: Hamlet – Der Prinz von Jütland (Prince of Jutland)
- 1994–2000: The Fast Show (Fernsehserie, 23 Folgen)
- 1996: 101 Dalmatiner (101 Dalmatians)
- 1997: Ein Fall für die Borger (The Borrowers)
- 1998: Shakespeare in Love
- 1999: Was geschah mit Harold Smith? (Whatever Happened to Harold Smith?)
- 2000: Gormenghast (Fernseh-Miniserie)
- 2000: The Strangerers (Fernsehserie, neun Folgen)
- 2001: Verbrechen verführt (High Heels and Low Lifes)
- 2002: Harry Potter und die Kammer des Schreckens (Harry Potter and the Chamber of Secrets)
- 2002: Anita and Me
- 2004: Agent Cody Banks 2: Mission London
- 2004: Harry Potter und der Gefangene von Askaban (Harry Potter and the Prisoner of Azkaban)
- 2005: Harry Potter und der Feuerkelch (Harry Potter and the Goblet of Fire)
- 2005: A Cock and Bull Story
- 2007: Harry Potter und der Orden des Phönix (Harry Potter and the Order of the Phoenix)
- 2007: Der Sternwanderer (Stardust)
- 2008: Sinn und Sinnlichkeit (Sense and Sensibility, Fernseh-Miniserie)
- 2008: Agatha Christie’s Marple (Fernsehserie, Folge Why Didn’t They Ask Evans)
- 2009: Harry Potter und der Halbblutprinz (Harry Potter and the Half-Blood Prince)
- 2009: George Gently – Der Unbestechliche (Fernsehserie, Folge Gently in the Night)
- 2009: New Tricks – Die Krimispezialisten (New Tricks, Fernsehserie, eine Folge)
- 2010: Harry Potter und die Heiligtümer des Todes: Teil 1 (Harry Potter and the Deathly Hallows: Part 1)
- 2011: Harry Potter und die Heiligtümer des Todes: Teil 2 (Harry Potter and the Deathly Hallows: Part 2)
- 2011: Albert Nobbs
- 2012: Being Human (Fernsehserie, zwei Folgen)
- 2012: Doctor Who (Fernsehserie, Folgen Dinosaurs on a Spaceship und The Power of Three)
- seit 2013: Father Brown (Father Brown, Fernsehserie)
- 2016: Golden Years
- 2021: Inspector Barnaby (Midsomer Murders, Fernsehserie, Folge 22x01 Das Wolfmonster von Little Worthy)
- 2022: Harry Potter 20th Anniversary: Return to Hogwarts (Fernsehspecial)
- 2022: Sister Boniface Mysteries (Fernsehserie, eine Folge)

## Theaterrollen (Auswahl)
- 2018/2019: Doctor Dolittle (Leslie Bricusse): Doctor Dolittle, verschiedene Orte (Tour durch Großbritannien)[6][7]